# Hydrodessus surinamensis
Hydrodessus surinamensis är en skalbaggsart som beskrevs av Young 1970. Hydrodessus surinamensis ingår i släktet Hydrodessus och familjen dykare. Inga underarter finns listade i Catalogue of Life.